# Le Calvaire de Gwynedd
Le Calvaire de Gwynedd (titre original : The Harrowing of Gwynedd) est un roman de fantasy appartenant au cycle des Derynis de Katherine Kurtz. Il fut publié en anglais américain en 1989 par Ballantine Books, et traduit en français par Michèle Zachayus. C'est le premier tome de la Trilogie des héritiers, faisant suite à la trilogie des rois. L'action se déroule entre janvier et août 918.

## Résumé
L'Église a promulgué les Statuts de Ramos, qui reviennent à entériner les persécutions contre les Derynis. Gwynnedd est à feu et à sang. Evaine et Joram MacRorie se trouvent confrontés à la dépouille de leur père, Camber, qui ne montre aucun signe de décomposition.
Et s'il avait vraiment été un saint ? Le conseil Cambérien tente de préserver les vies derynies en exploitant les pouvoirs de Tavis O'Neill de bloquer leurs pouvoirs et en faisant de Revan un prophète.
Pendant ce temps, à la cour de Gwynnedd le jeune prince Javan tente de maîtriser ses pouvoirs naissants pour aider son frère jumeau Alroy, roi malheureux d'un royaume ensanglanté.